# Валфиорита (Болоња)
Валфиорита (итал. Valfiorita) је насеље у Италији у округу Болоња, региону Емилија-Ромања.
Према процени из 2011. у насељу је живело 13 становника. Насеље се налази на надморској висини од 460 м.